# Piesma
Piesma – rodzaj pluskwiaków z podrzędu różnoskrzydłych i rodziny płaszczyńcowatych.
Pluskwiaki o ciele długości poniżej 4 mm, ubarwionym w odcieniach szarości, żółcieni i brązu. Rzeźba przedplecza i półpokryw jest drobno siateczkowata. Stosunkowo krótkie, czteroczłonowe czułki mają tylko jeden mały, stożkowaty wyrostek u nasady, co odróżnia je od rodzaju Parapiesma. Policzki wydłużone są w wyrostki po bokach nadustka. Krótką kłujkę budują cztery człony. Środkiem przedplecza biegną dwa niskie żeberka podłużne
Przedstawiciele rodzaju zamieszkują krainy: palearktyczną, nearktyczną, etiopską i indomalajską część krainy orientalnej. W Europie, w tym w Polsce reprezentowani są przez dwa gatunki: płaszczyńca komosiaka i P. capitatum.
Takson ten wprowadzili w 1825 roku Amédée Louis Michel Lepeletier i Jean Guillaume Audinet-Serville. Do niedawna włączano w jego skład taksony Afropiesma i Parapiesma w randze podrodzajów. Według nowszej klasyfikacji zalicza się do niego 9 opisanych gatunków:
- Piesma brachiale McAtee, 1919
- Piesma capitatum (Wolff, 1804)
- Piesma ceramicum McAtee, 1919
- Piesma costatum (Uhler, 1895)
- Piesma explanatum McAtee, 1919
- Piesma kerzhneri Heiss & Pericart, 1983
- Piesma maculatum (Laporte, 1833) – płaszczyniec komosiak
- Piesma patruele McAtee, 1919
- Piesma proteum McAtee, 1919